# Gerald Calabrese
Gerald Anthony Calabrese, detto Gerry (Hoboken, 4 febbraio 1925 – Cliffside Park, 13 aprile 2015), è stato un cestista e politico statunitense, professionista nella NBA.
Cessata l'attività agonistica, nel 1959 è divenuto sindaco di Cliffside Park, carica che poi ha mantenuto ininterrottamente dal 1965 alla morte, avvenuta nel 2015 all'età di 90 anni.

## Carriera
Venne selezionato dai Syracuse Nationals al secondo giro del Draft NBA 1950 (22ª scelta assoluta).